# Patinação artística nos Jogos Olímpicos de Inverno de 1964
Resultados das competições de patinação artística nos Jogos Olímpicos de Inverno de 1964 realizadas em Innsbruck, Áustria.

## Medalha de prata nas duplas
Os medalhistas de prata originais nas duplas, Marika Kilius e Hans Jürgen Bäumler, da Alemanha Ocidental, tiveram suas medalhas retiradas em 1966 pelo Comitê Olímpico Internacional, assim elevando a dupla canadense Debbi Wilkes e Guy Revell para medalha de prata, e a dupla americana Vivian Joseph e Ronald Joseph para a medalha de bronze. Porém em 1987, o COI devolveu a medalha de prata a dupla alemã, porém as demais duplas não foram contatadas ou devolveram as medalhas, e nos registros do COI a dupla canadense aparecia com o bronze, e a dupla americana não aparecia entre os medalhistas. Somente em 2013 o COI decidiu oficialmente que as duplas alemã e canadense vão oficialmente dividir a medalha de prata, e que a dupla americana não terá que devolver o bronze, sendo declarados medalhistas de bronze.

## Medalhistas
| Evento                        | Ouro                                                  | Prata                                                                                       | Bronze                                         |
| ----------------------------- | ----------------------------------------------------- | ------------------------------------------------------------------------------------------- | ---------------------------------------------- |
| Individual masculino detalhes | Manfred Schnelldorfer EUA Equipe Alemã Unida          | Alain Calmat FRA França                                                                     | Scott Allen USA Estados Unidos                 |
| Individual feminino detalhes  | Sjoukje Dijkstra NED Países Baixos                    | Regine Heitzer AUT Áustria                                                                  | Petra Burka CAN Canadá                         |
| Duplas detalhes               | Ludmila Belousova Oleg Protopopov URS União Soviética | Marika Kilius Hans Jürgen Bäumler EUA Equipe Alemã Unida Debbi Wilkes Guy Revell CAN Canadá | Vivian Joseph Ronald Joseph USA Estados Unidos |

## Quadro de medalhas
| Ordem | País                   | Medalha de ouro | Medalha de prata | Medalha de bronze |   | Ordem por total |
| ----- | ---------------------- | --------------- | ---------------- | ----------------- | - | --------------- |
| 1     | EUA Equipe Alemã Unida | 1               | 1                |                   | 2 | 1               |
| 2     | NED Países Baixos      | 1               |                  |                   | 1 | 4               |
| 2     | URS União Soviética    | 1               |                  |                   | 1 | 4               |
| 4     | CAN Canadá             |                 | 1                | 1                 | 2 | 1               |
| 5     | AUT Áustria            |                 | 1                |                   | 1 | 4               |
| 5     | FRA França             |                 | 1                |                   | 1 | 4               |
| 7     | USA Estados Unidos     |                 |                  | 2                 | 2 | 1               |